# خوسيه بيرناردينو دي برتغال إي كاسترو
خوسيه بيرناردينو دي برتغال إي كاسترو هو وزير وعسكري وسياسي برتغالي، ولد في 20 مايو 1780 في سالفادور في البرازيل، وتوفي في 26 فبراير 1840 في لشبونة في البرتغال.